# Junge Dame mit Perlenhalsband

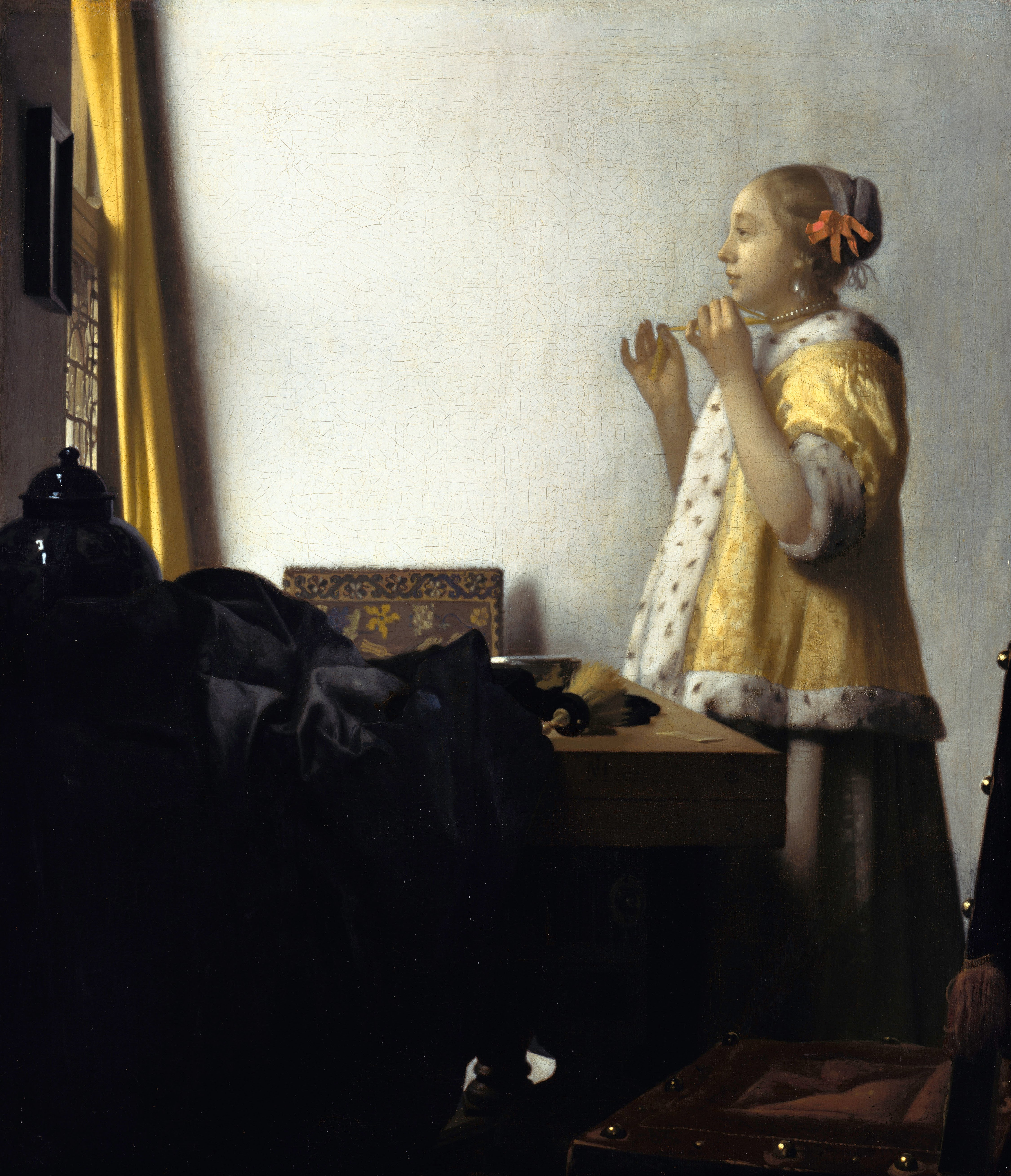
Junge Dame mit Perlenhalsband
(Jan Vermeer, 1662–1665) Öl auf Leinwand

Die Junge Dame mit Perlenhalsband ist ein Ölgemälde von Jan Vermeer, das zwischen 1662 und 1665 entstand. Das Bild ist 56,1 Zentimeter hoch und 47,4 Zentimeter breit. Es gehört heute der Stiftung Preußischer Kulturbesitz und wird in der Gemäldegalerie Berlin ausgestellt.

## Bildbeschreibung
Eine junge Frau im Profil betrachtet sich in einem kleinen Spiegel, der neben einem bunten Glasfenster aufgehängt ist. Durch das Fenster strömt helles Sonnenlicht, das die schmale Gardine und das Zimmer in ein goldenes Licht taucht und Gesicht und Oberkörper der Frau hell beleuchtet. Sie trägt eine, dem Hermelinfell ähnlich, pelzverbrämte, hüftlange Jacke aus gelber Seide über einem faltenreichen weiten Rock, der bis zum Boden reicht. Sie ist dabei, ihr Perlenhalsband, das sie um ihren Hals trägt, zu richten. Sie zieht es an beiden Enden auseinander und scheint aber bewegungslos in ihren eigenen Anblick im Spiegel versunken. Sie trägt kostbare tropfenförmige Perlenohrringe, das hochgesteckte Haar ist mit einer rosenfarbenen Schleife geschmückt. Auf dem Tisch mit einer schweren doppelten Tischplatte bauscht sich ein schweres Tuch, das eine kostbare blaue Deckelvase halb verdeckt. Neben dem Tuch liegt ein Puderpinsel.
Das Bild aus farbigem Glas in dem geschlossenen Fenster ist kaum zu erkennen. Vermutlich ist es das gleiche, das Vermeer in seinen Bildern Herr und Dame beim Wein und Das Mädchen mit dem Weinglas (1659/69), in denen der Weingenuss eine Rolle spielt, deutlich ins Bild gerückt hat und das eine Allegorie der Temperantia darstellt.

## Bedeutung
Das Gemälde soll den Konflikt zwischen Laster und Tugend verdeutlichen, ist dabei jedoch so zurückhaltend, dass dieses Thema nur angedeutet wird. Kleidung, Puderquaste und Perlenkette sind Symbole für die Eitelkeit der Frau. Sie scheint der Selbstliebe zu unterliegen, während die gesellschaftlichen Normen die Bescheidenheit als Tugend ansahen.

## Provenienz
Der früheste Nachweis des Bildes stammt vermutlich aus dem Jahr 1696, wo ein Vermeer als Nr. 36 („Eine junge Frau beim Ankleiden; sehr schön“) erwähnt und für 30 Gulden verkauft wird. 1809 tauchte es bei einer Auktion bei J. Caudri in Amsterdam auf und wurde für 55 Gulden versteigert. Zwei Jahre später wurde es, ebenda, erneut angeboten und für 36 Gulden verkauft. Es war nachweislich Bestandteil der Sammlung H. Grévedon und wurde von dort von Théophile Thoré erworben, der es später an den Aachener Industriellen Barthold Suermondt verkaufte. Dessen Bildersammlung war zu dieser Zeit die größte deutsche Privatsammlung, die vor allem Werke der nordeuropäischen Schulen enthielt. 1874 wurde das Bild, zusammen mit der Sammlung Suermondt, für die Berliner Gemäldegalerie erworben, wo es sich noch heute befindet.

## Rezeption
Sophie Matisse, die eine Reihe berühmter Bilder der Kunstgeschichte verfremdet hat, indem sie Personen und andere Lebewesen aus dem Bild entfernt, den Raum und die Farben aber exakt beibehalten hat, hat auch Vermeers Junge Dame paraphrasiert.
Der amerikanische Autor und Kunsttheoretiker Mark von Schlegell gibt dem Gemälde in seinem Buch "High Wichita" eine zentrale Rolle. In der Form eines Sciencefiction-Kriminalromans verhandelt der Roman – das Gemälde wird in dem Roman mittels eines "Quantenschlosses" originalgetreu repliziert – das Problem von Original und Fälschung und die Fragen nach dem Wert von Kunst.